# Béguey
Béguey [beɡɛj] est une commune du Sud-Ouest de la France, située dans le département de la Gironde, en région Nouvelle-Aquitaine.

## Géographie

### Localisation
Commune de l'aire d'attraction de Bordeaux située dans l'unité urbaine de Cadillac sur la Garonne en rive droite (nord), dans l'Entre-deux-Mers, la commune se trouve à 33 km au sud-est de Bordeaux, chef-lieu du département, à 14 km au nord-ouest de Langon, chef-lieu d'arrondissement et à 1,3 km au nord-ouest de Cadillac, chef-lieu de canton.

### Communes limitrophes
Sur la rive droite de la Garonne, les communes limitrophes en sont Laroque au nord-est, Cadillac-sur-Garonne au sud-est, et Rions au nord-ouest ; sur la rive gauche, les communes limitrophes en sont Cérons au sud-ouest et Podensac à l'ouest.
| Rions    |        | Laroque              |
| Podensac | Béguey |                      |
| Cérons   |        | Cadillac-sur-Garonne |

### Climat
Pour des articles plus généraux, voir Climat de la Nouvelle-Aquitaine et Climat de la Gironde.
Historiquement, la commune est exposée à un climat océanique aquitain.  
En 2020, Météo-France publie une typologie des climats de la France métropolitaine dans laquelle la commune est exposée à un climat océanique et est dans la région climatique  Aquitaine, Gascogne, caractérisée par une pluviométrie abondante au printemps, modérée en automne, un faible ensoleillement au printemps, un été chaud (19,5 °C), des vents faibles, des brouillards fréquents en automne et en hiver et des orages fréquents en été (15 à 20 jours).
Pour la période 1971-2000, la température annuelle moyenne est de 13,1 °C, avec une amplitude thermique annuelle de 15 °C. Le cumul annuel moyen de précipitations est de 825 mm, avec 11,9 jours de précipitations en janvier et 6,3 jours en juillet. Pour la période 1991-2020, la température moyenne annuelle observée sur la station météorologique la plus proche, située sur la commune de Sauternes à 12 km à vol d'oiseau, est de 13,9 °C et le cumul annuel moyen de précipitations est de 859,6 mm,. Pour l'avenir, les paramètres climatiques de la commune estimés pour 2050 selon différents scénarios d’émission de gaz à effet de serre sont consultables sur un site dédié publié par Météo-France en novembre 2022.

## Urbanisme

### Typologie
Au 1er janvier 2024, Béguey est catégorisée bourg rural, selon la nouvelle grille communale de densité à sept niveaux définie par l'Insee en 2022.
Elle appartient à l'unité urbaine de Cadillac-sur-Garonne, une agglomération intra-départementale regroupant quatre  communes, dont elle est une commune de la banlieue,,. Par ailleurs la commune fait partie de l'aire d'attraction de Bordeaux, dont elle est une commune de la couronne,. Cette aire, qui regroupe 275 communes, est catégorisée dans les aires de 700 000 habitants ou plus (hors Paris),.

### Occupation des sols

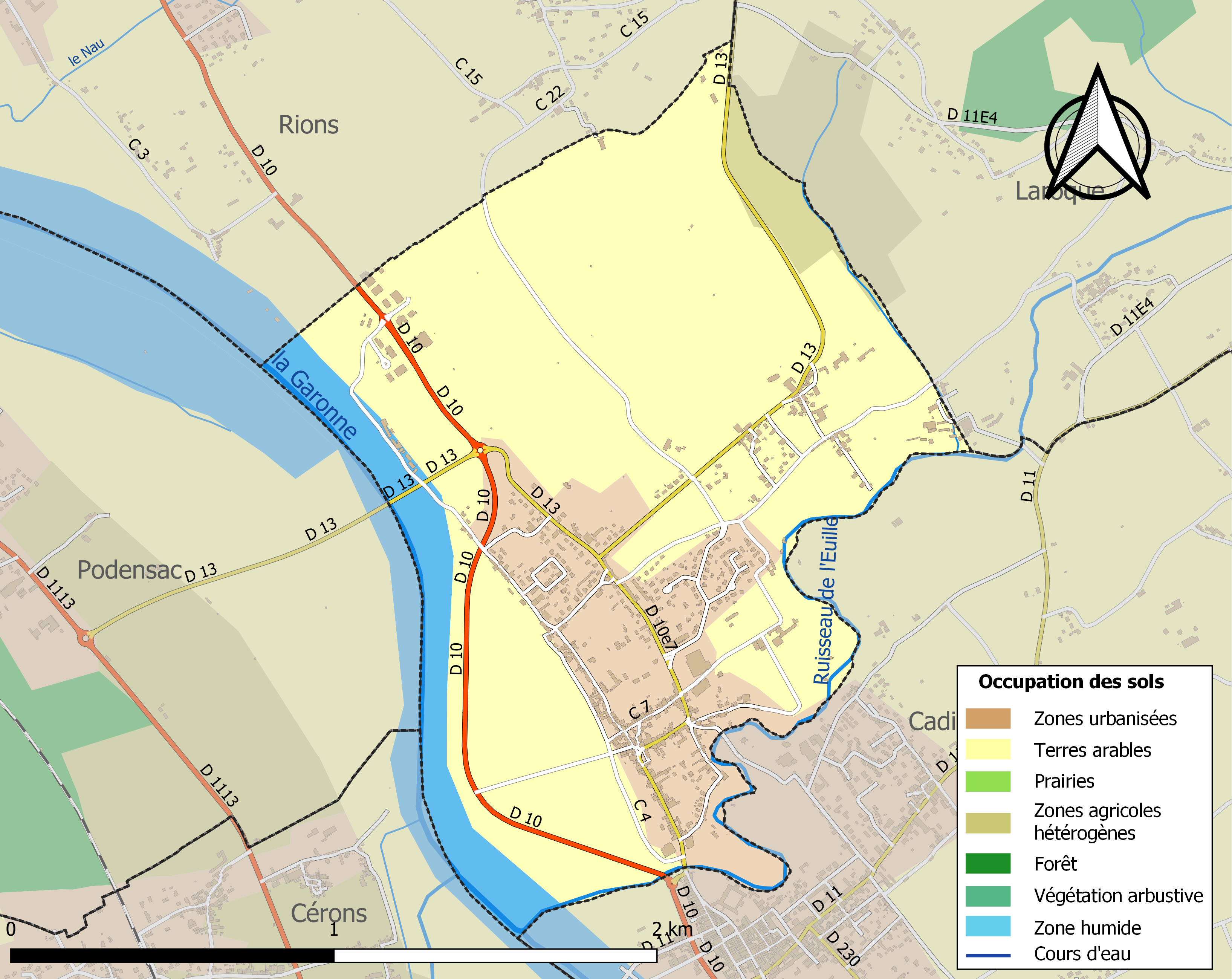
Carte des infrastructures et de l'occupation des sols de la commune en 2018 (CLC).

L'occupation des sols de la commune, telle qu'elle ressort de la base de données européenne d’occupation biophysique des sols Corine Land Cover (CLC), est marquée par l'importance des territoires agricoles (72,7 % en 2018), en diminution par rapport à 1990 (76,6 %). La répartition détaillée en 2018 est la suivante : 
cultures permanentes (56,4 %), zones urbanisées (19,3 %), terres arables (13,8 %), eaux continentales (8 %), zones agricoles hétérogènes (2,5 %). L'évolution de l’occupation des sols de la commune et de ses infrastructures peut être observée sur les différentes représentations cartographiques du territoire : la carte de Cassini (XVIIIe siècle), la carte d'état-major (1820-1866) et les cartes ou photos aériennes de l'IGN pour la période actuelle (1950 à aujourd'hui).

### Voies de communication et transports
La principale voie de communication routière qui traverse la ville est la route départementale D10 qui mène, vers le nord-ouest, à Rions et, au-delà, à Bordeaux et, vers le sud-est, à Cadillac-sur-Garonne et, au-delà, à Langon ; la route départementale D13, appelée route de Cardan dans le village et qui commence à la D10 dans le nord du village, permet d'aller vers Laroque au nord-est, Cardan au nord puis d'atteindre Capian puis Créon.

L'accès à l'autoroute A62 (Bordeaux-Toulouse) le plus proche est le no 2, dit de Podensac, distant de 6,5 km par la route vers le sud-ouest.

L'accès no 1, dit de Bazas, à l'autoroute A65 (Langon-Pau) est distant de 27 km par la route vers le sud-sud-est.
La gare SNCF la plus proche est celle de Cérons distante de 3 km vers le sud-ouest, sur la ligne Bordeaux-Sète du TER Nouvelle-Aquitaine. Sur la même ligne, la gare de Langon, offrant plus de trafic, se trouve à 14 km vers le sud-est.

### Risques majeurs
Le territoire de la commune de Béguey est vulnérable à différents aléas naturels : météorologiques (tempête, orage, neige, grand froid, canicule ou sécheresse), inondations, mouvements de terrains et séisme (sismicité très faible). Un site publié par le BRGM permet d'évaluer simplement et rapidement les risques d'un bien localisé soit par son adresse soit par le numéro de sa parcelle.
Certaines parties du territoire communal sont susceptibles d’être affectées par le risque d’inondation par débordement de cours d'eau, notamment la Garonne et le ruisseau de l'Euille. La commune a été reconnue en état de catastrophe naturelle au titre des dommages causés par les inondations et coulées de boue survenues en 1982, 1988, 1989, 1990, 1999, 2009 et 2021,.
Les mouvements de terrains susceptibles de se produire sur la commune sont des affaissements et effondrements liés aux cavités souterraines (hors mines). Par ailleurs, afin de mieux appréhender le risque d’affaissement de terrain, l'inventaire national des cavités souterraines permet de localiser celles situées sur la commune.

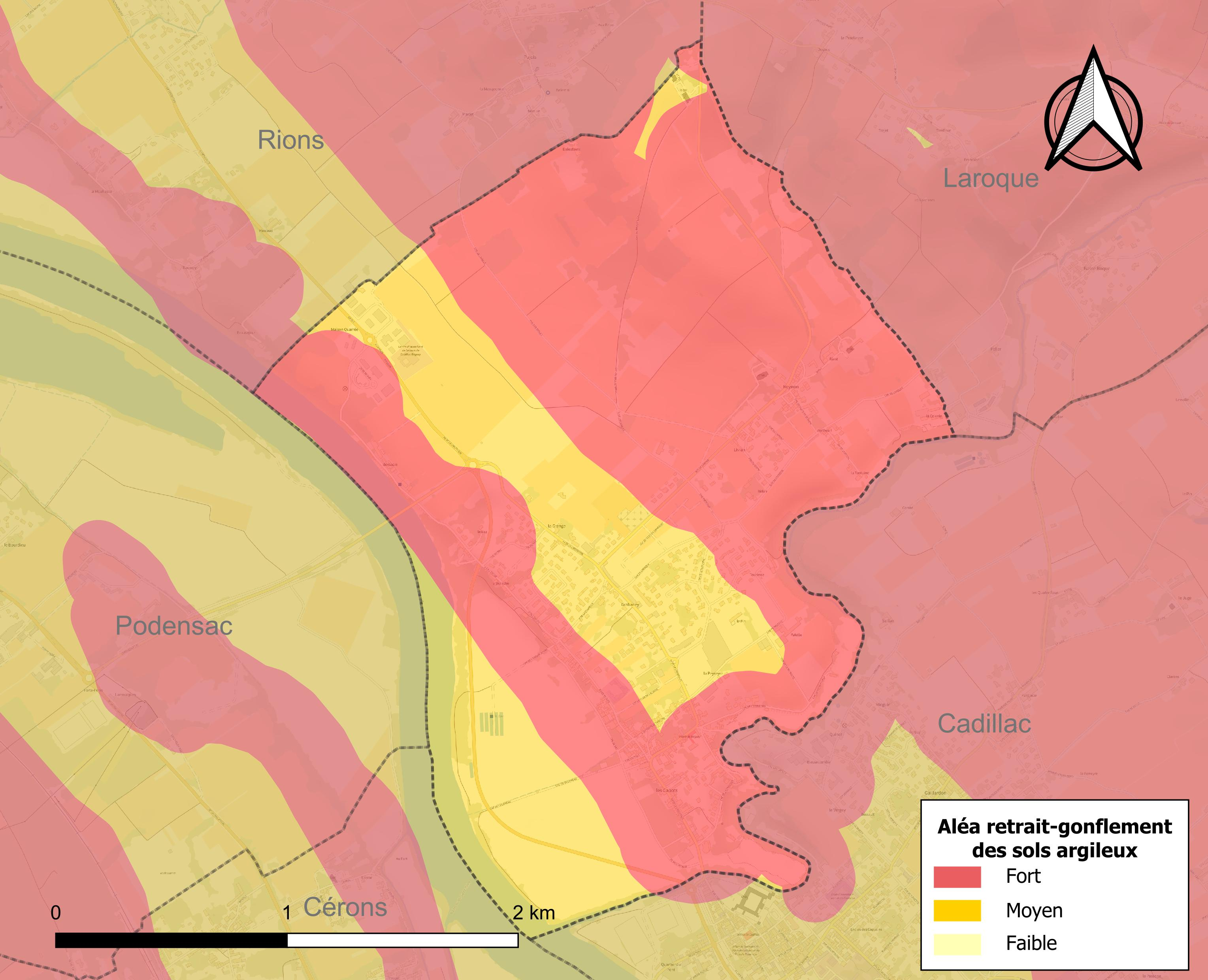
Carte des zones d'aléa retrait-gonflement des sols argileux de Béguey.

Le retrait-gonflement des sols argileux est susceptible d'engendrer des dommages importants aux bâtiments en cas d’alternance de périodes de sécheresse et de pluie. La totalité de la commune est en aléa moyen ou fort (67,4 % au niveau départemental et 48,5 % au niveau national). Sur les 510 bâtiments dénombrés sur la commune en 2019, 510 sont en aléa moyen ou fort, soit 100 %, à comparer aux 84 % au niveau départemental et 54 % au niveau national. Une cartographie de l'exposition du territoire national au retrait gonflement des sols argileux est disponible sur le site du BRGM,.
Par ailleurs, afin de mieux appréhender le risque d’affaissement de terrain, l'inventaire national des cavités souterraines permet de localiser celles situées sur la commune.
Concernant les mouvements de terrains, la commune a été reconnue en état de catastrophe naturelle au titre des dommages causés par des mouvements de terrain en 1999 et 2021.

## Toponymie
Béguey est le nom officiel de la commune depuis la Révolution. Ce mot gascon dérive du latin vicarius 'viguier', terme désignant le magistrat exerçant la justice au nom du roi. Par assimilation, ce mot gascon (lou beguèy / lo veguèir) s'est par la suite spécialisé dans le sens de coq (le latin gallus aurait dû donner *gath en gascon, un terme refusé du fait de l'homonymie avec gat 'chat', d'où le recours à différentes stratégies de contournement : emprunt à l'espagnol gàlhou, périphrases biguèy / beguèy, hasan).
Les formes anciennes du toponyme sont sans rapport avec ce thème : Nairag (1155-1183), Nayrac (1335-1336), Neyrac (1339)…
En effet, sous l'Ancien Régime, le village, qui abritait la paroisse de Saint-Saturnin, était usuellement appelé Neyrac. Ce toponyme vient d'une romanisation Nairac d'un nom de domaine gallo-romain *Neriacum, domaine d'un certain *Nerius. Ce nom présumé serait apparenté à un cognomen Nero ou Niro (attestés dans l'Empire romain).
On peut rapprocher le toponyme actuel du nom des seigneurs de Cadillac, les Viguier, habitant le château, aujourd'hui disparu, de Neyrac.
Toutefois, en 1638, un voyageur, Abraham Golnitz, signale qu’il s’était restauré dans une auberge, située près de la Garonne à l'extérieur de l'enceinte fortifiée, où l’on trouvait des voitures de louage. Cette auberge se serait dénommée « Lou Bigay », du fait d’un croix surmontée coq.
Le nom de la commune est Veguèir en gascon.

## Histoire
À la Révolution, la paroisse Saint-Saturnin de Béguey forme la commune de Béguey.

## Politique et administration
| Période                                  | Période  | Identité      | Étiquette | Qualité  |
| ---------------------------------------- | -------- | ------------- | --------- | -------- |
| mars 2001                                | 2020     | Jean Rupert   | DVD       | Retraité |
| 2020                                     | En cours | Rodolphe Yung |           |          |
| Les données manquantes sont à compléter. |          |               |           |          |

## Démographie
Les habitants sont appelés les Bégueyrais.
L'évolution du nombre d'habitants est connue à travers les recensements de la population effectués dans la commune depuis 1793. Pour les communes de moins de 10 000 habitants, une enquête de recensement portant sur toute la population est réalisée tous les cinq ans, les populations de référence des années intermédiaires étant quant à elles estimées par interpolation ou extrapolation. Pour la commune, le premier recensement exhaustif entrant dans le cadre du nouveau dispositif a été réalisé en 2008.

En 2022, la commune comptait 1 257 habitants, en évolution de +6,44 % par rapport à 2016 (Gironde : +6,91 %, France hors Mayotte : +2,11 %).
| 1793 | 1800 | 1806  | 1821 | 1831 | 1836 | 1841 | 1846 | 1851 |
| ---- | ---- | ----- | ---- | ---- | ---- | ---- | ---- | ---- |
| 942  | 892  | 1 112 | 957  | 958  | 859  | 865  | 856  | 829  |

| 1856 | 1861 | 1866 | 1872 | 1876 | 1881 | 1886 | 1891  | 1896 |
| ---- | ---- | ---- | ---- | ---- | ---- | ---- | ----- | ---- |
| 821  | 875  | 959  | 937  | 964  | 998  | 987  | 1 006 | 921  |

| 1901 | 1906  | 1911 | 1921 | 1926 | 1931 | 1936 | 1946 | 1954 |
| ---- | ----- | ---- | ---- | ---- | ---- | ---- | ---- | ---- |
| 993  | 1 046 | 932  | 787  | 869  | 834  | 838  | 766  | 868  |

| 1962 | 1968 | 1975  | 1982 | 1990 | 1999 | 2006  | 2008  | 2013  |
| ---- | ---- | ----- | ---- | ---- | ---- | ----- | ----- | ----- |
| 981  | 974  | 1 054 | 866  | 910  | 916  | 1 059 | 1 099 | 1 157 |

| 2018  | 2022  | - | - | - | - | - | - | - |
| ----- | ----- | - | - | - | - | - | - | - |
| 1 194 | 1 257 | - | - | - | - | - | - | - |

## Lieux et monuments
- L'église Saint-Saturnin, de style néo-gothique, a été construite entre 1864 et 1868 en lieu et place d'une ancienne église romane[32],[33].
- Sur une placette, sur la route départementale D10, un monument surmonté d'un buste a été érigé à la mémoire du philosophe Pierre Laffitte (1823-1903), natif de la commune.
- Également le long de cette D10, s'élève une croix de chemin surmontée d'un coq, symbole du village.

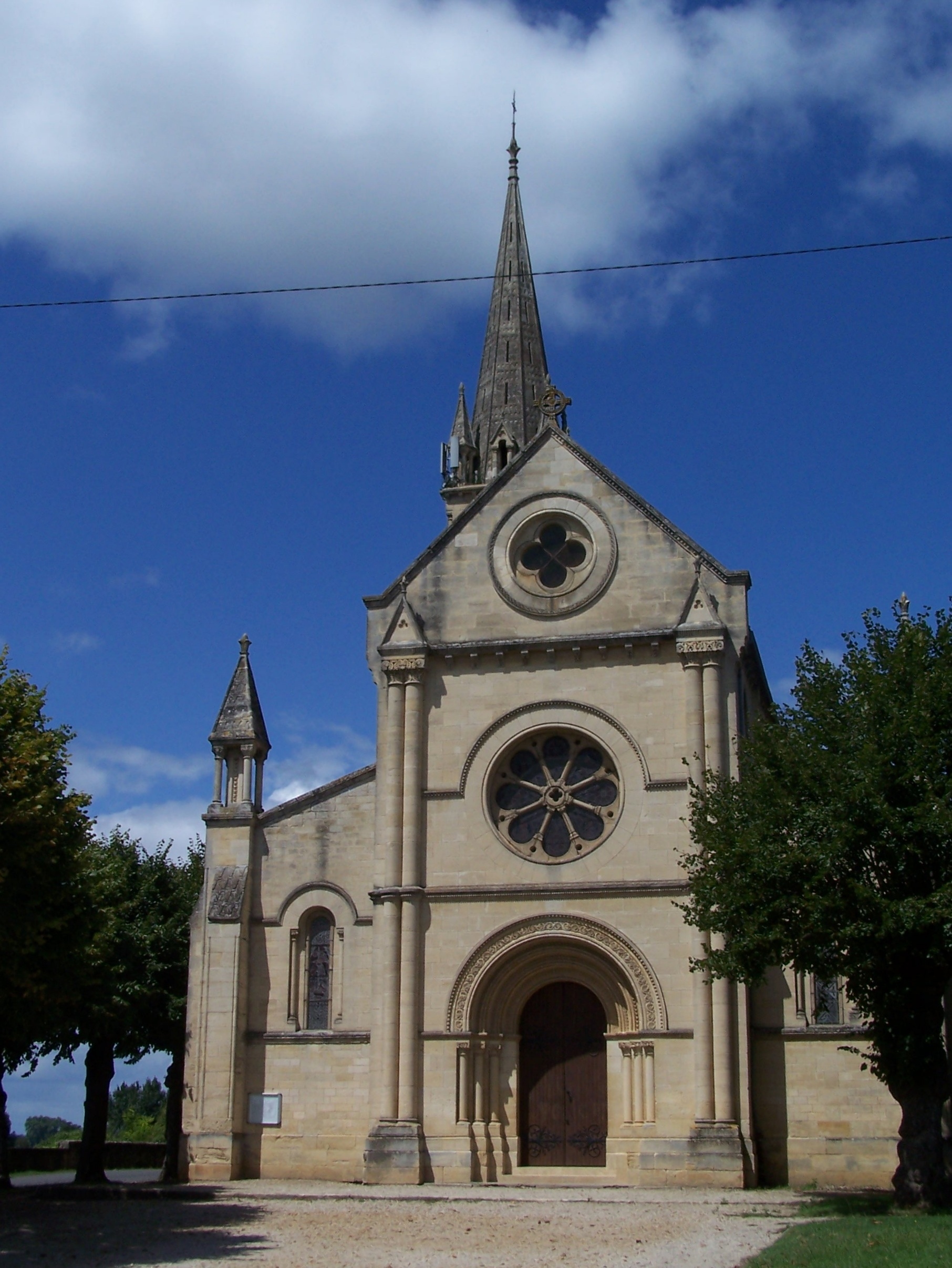
L'église Saint-Saturnin (août 2014)
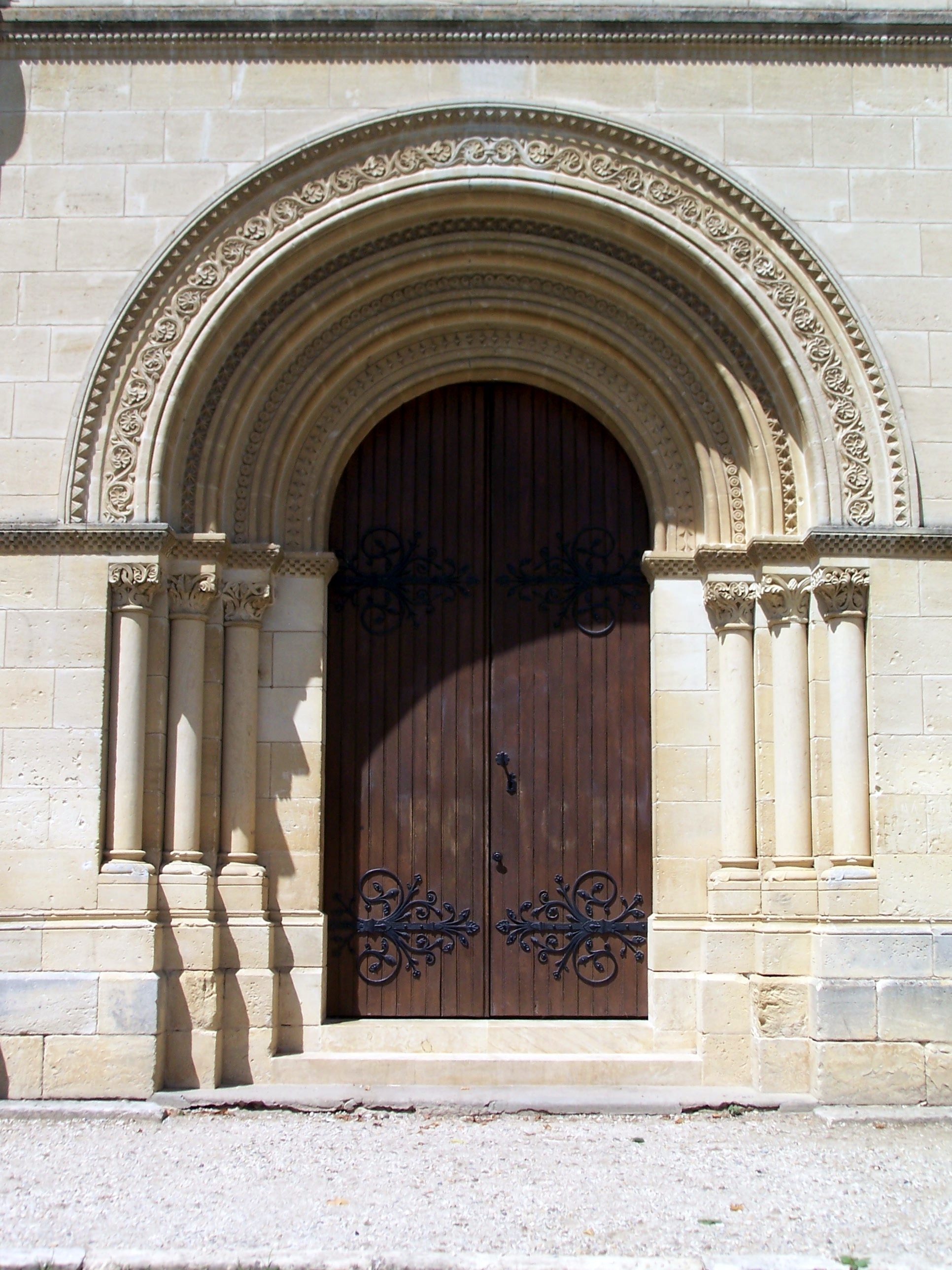
Le portail de l'église (août 2014)
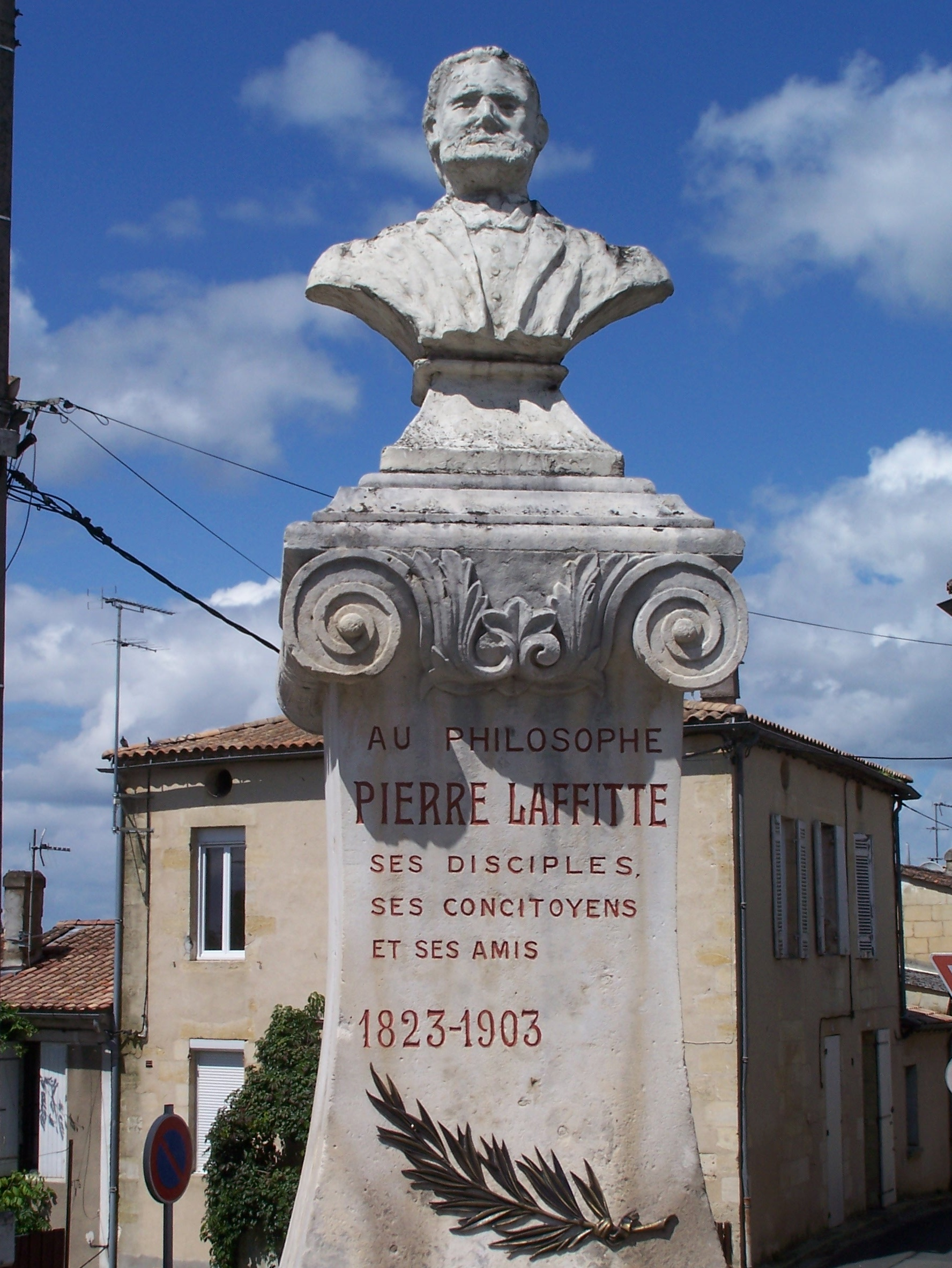
Buste de Pierre Laffitte (août 2014)
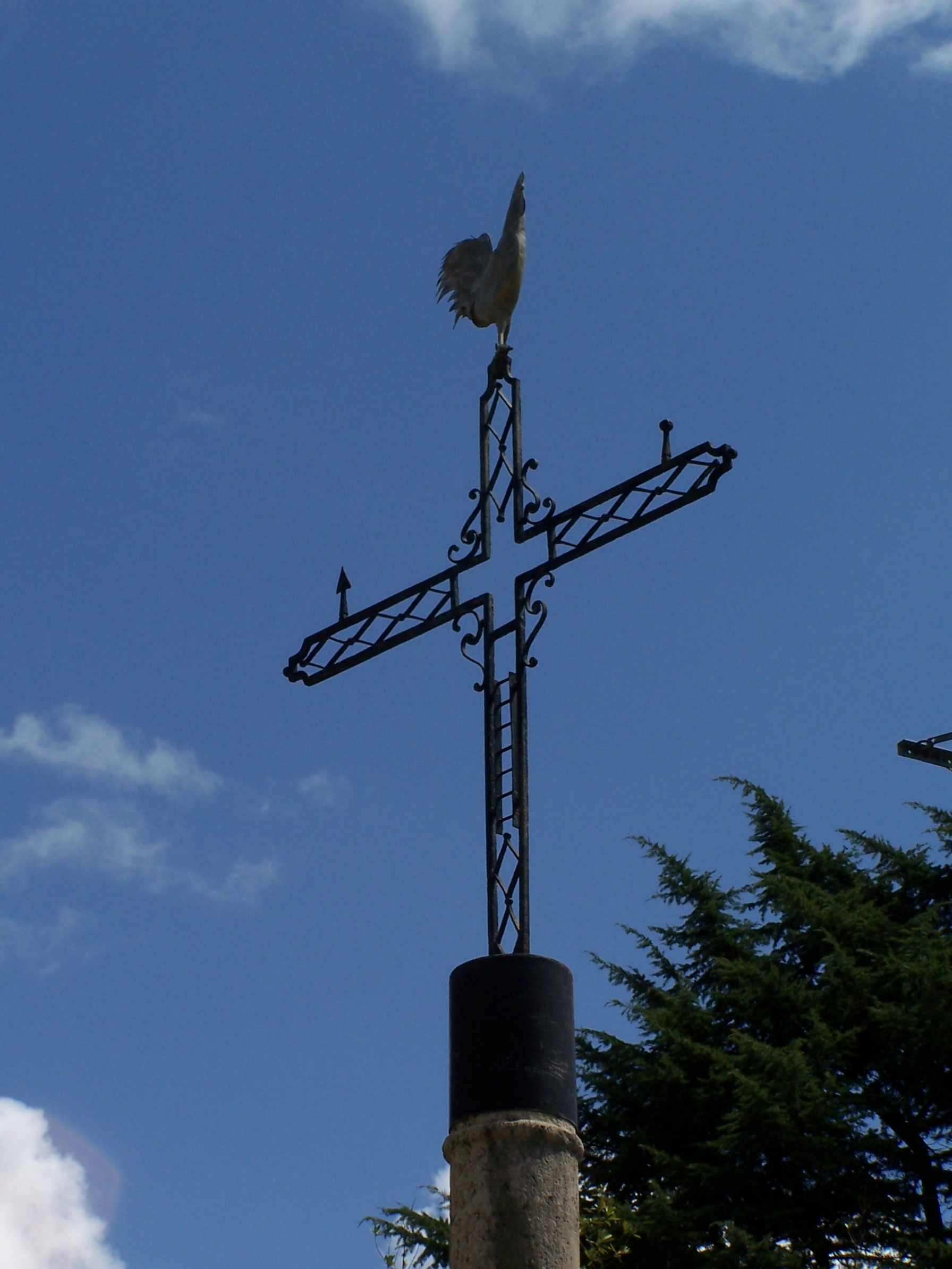
Croix de chemin au coq (août 2014)

## Personnalités liées à la commune

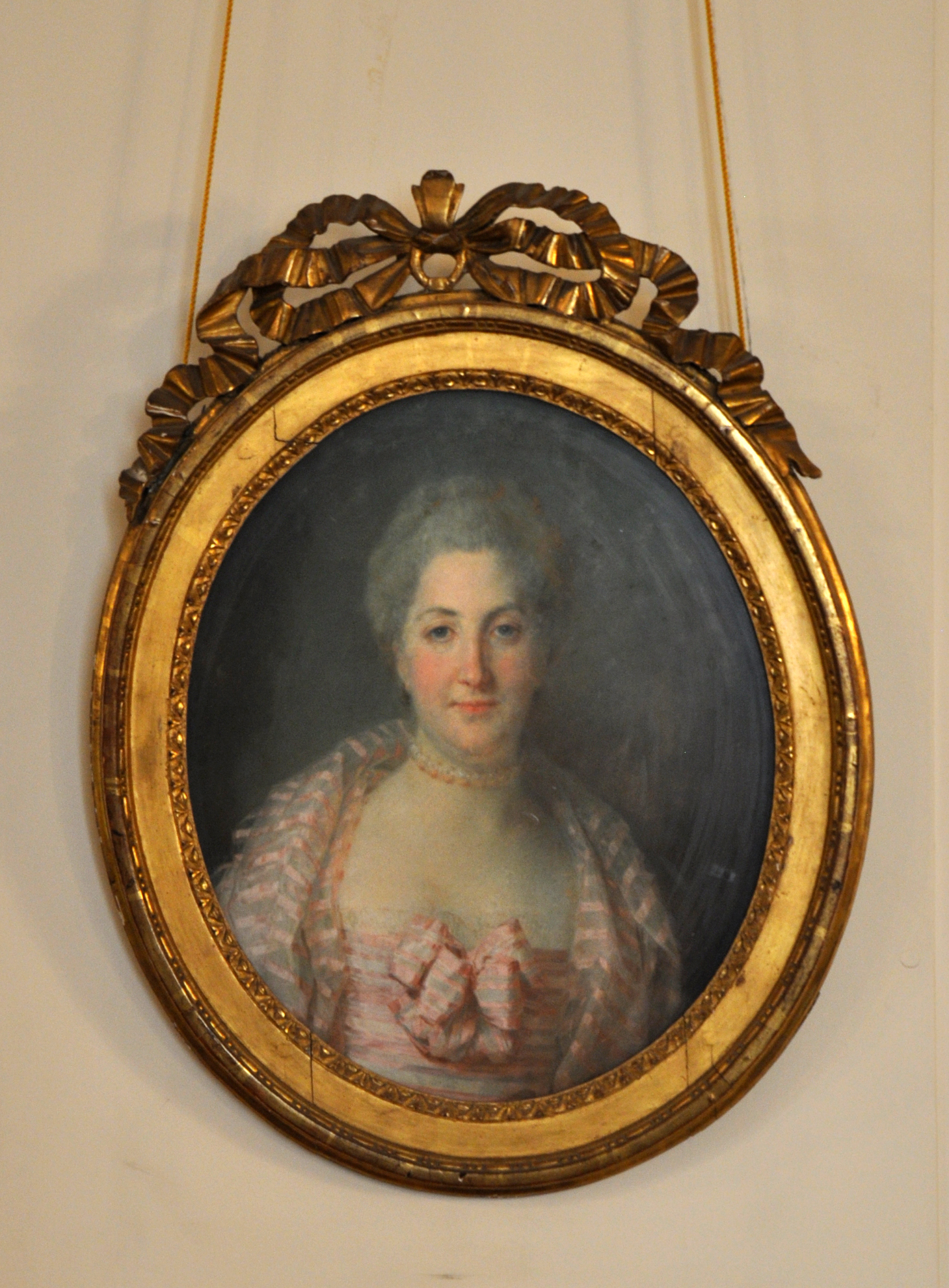
Portrait de Mme Jacques-Jean-Louis de Parouty (1732-1774) par Jean-Baptiste Perronneau dont le mari fait construire le château Birot à Béguey entre 1770 et 1780.
Tableau conservé au Musée des arts décoratifs et du design de Bordeaux

- Le philosophe Pierre Laffitte (1823-1903) est natif de la commune[36].
- Le peintre Xavier Desparmet-Fitzgerald (1861-1941) est né dans la commune et mort à Hendaye ; plusieurs de ses œuvres sont exposées au Musée des beaux-arts de Bordeaux et au Musée basque et de l'histoire de Bayonne.